# Progomphotherium
Progomphotherium — вимерлий рід великих травоїдних ссавців, близьких до слонів; викопні рештки знайдені в Намібії й Уганді.